# Mine d'Obuasi
 (mars 2025).
La mine d'Obuasi est une mine à ciel ouvert et souterraine d'or située au Ghana dans la région Ashanti. Elle a ouvert en 1897.